# 香港男子甲二組籃球聯賽
香港男子甲組二組籃球聯賽，俗稱甲二，是香港第二級別的男子籃球聯賽。

## 甲二歷史
- 2026一2027球季由八隊增加到十隊

## 甲二主要比賽場地
港島區
- 中西區士美菲路體育館
- 中西區石塘咀體育館
- 中西區中山紀念公園體育館

九龍區
- 深水埗區北河街體育館
- 深水埗區石硤尾公園體育館
- 油尖旺區界限街一號體育館

新界區
- 葵青區青衣體育館
- 葵青區青衣西南體育館
- 荃灣區大窩口體育館
- 荃灣區荃灣體育館

## 甲二參賽球隊
2025年度參賽球隊
安青、日域、晉星、建龍飛馬、荃灣、日域、旭暉、南青、嶺南、愉園
2020年度参賽球隊
安青、晉裕、晉龍、荃灣、日域、旭暉、DOS
2019年度參賽球隊
安青、晉裕、建龍飛馬、晉龍、荃灣、日域、旭暉、DOS
2018年度參賽球隊
安青、晉裕、建龍、晉龍、漢友、日域、旭暉、DOS
2017年度參賽球隊
安青、晉裕、建龍、晉龍、漢友、日域、
新青聯、滿貫
2016年度參賽球隊
安青、晉裕、建龍、旭暉、漢友、日域、新青聯、星島
2015年度參賽球隊
超敏、東方、建龍、星島、新青聯、靈峰、日域、旭暉

## 1957一2021年甲二歷屆冠軍
| - 1957/58 均安 - 1958/59 幸運 - 1959/60 摩門 - 1977 南青 - 1978 青年會 - 1979 藍合 - 1980 南青 - 1981 思遠 - 1982 福建 - 1983 消防 - 1984 僑聯 | - 1985 消防 - 1986 南青 - 1987 青年 - 1988 展時 - 1989 信豐 - 1990 旭暉 - 1991 發景 - 1992 青年會 - 1993 永倫 - 1994 傑志 - 1995 發景 | - 1996 力高 - 1997 宏達 - 1998 警察 - 1999 旺角 - 2000 新青聯 - 2001 愉園 - 2002 南華 - 2003 南安 - 2004 飛鷹 - 2005 遊協 - 2006 青年 | - 2007 安青 - 2008 旭暉 - 2009 遊協 - 2010 日域 - 2011 旭暉 - 2012 新青聯 - 2013 晉龍 - 2014 南青 - 2015 東方 - 2016 旭暉 - 2017 滿貫 | - 2018 漢友 |

- 2019 建龍
- 2021 晉裕

## 升班
每一屆甲二組冠軍球隊，下一屆將可升班至甲一組作賽。

## 外部連結
- 香港籃球總會網頁 （页面存档备份，存于）